# Schlammtreter

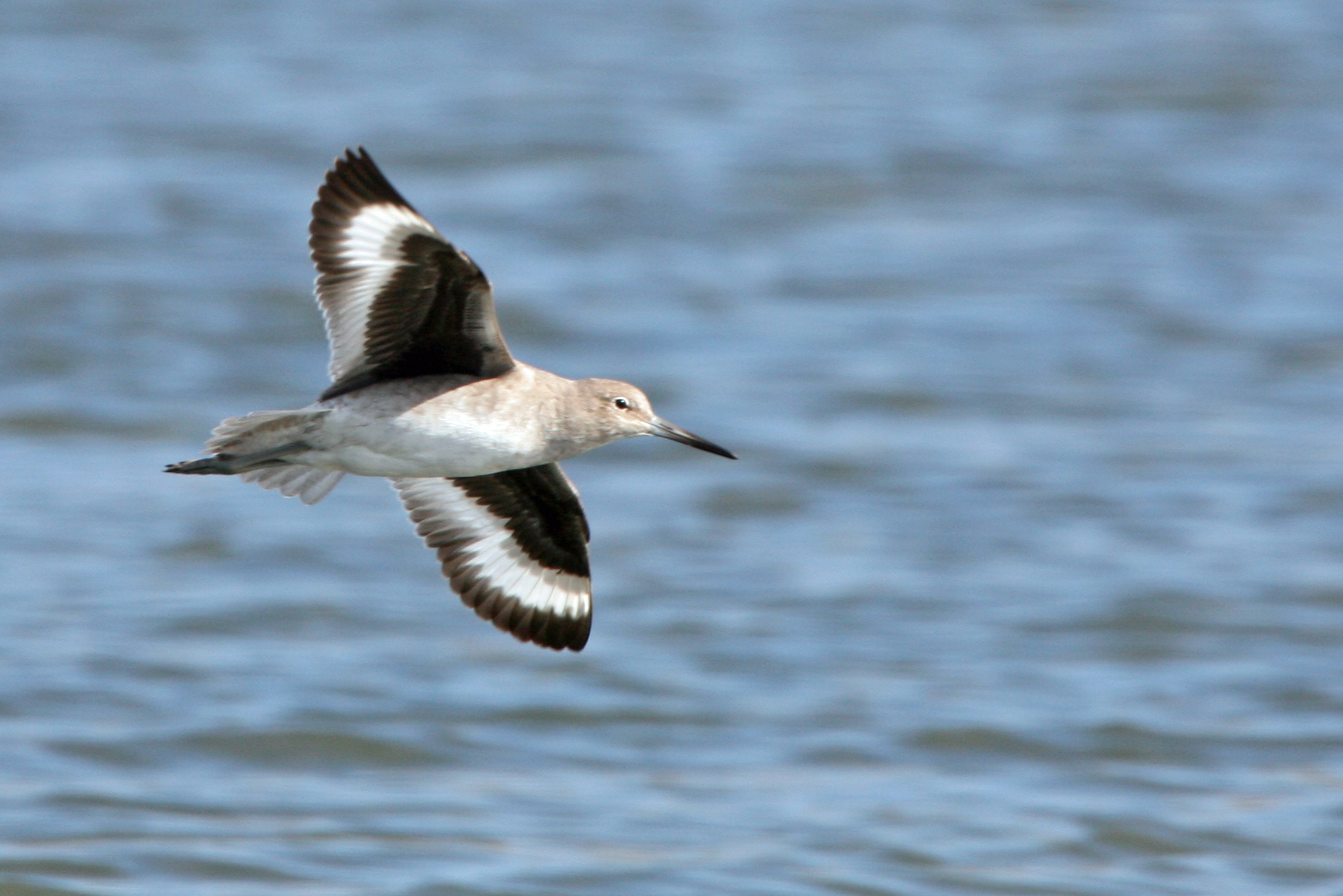
Schlammtreter im Flug mit kontrastreichem Flügelmuster

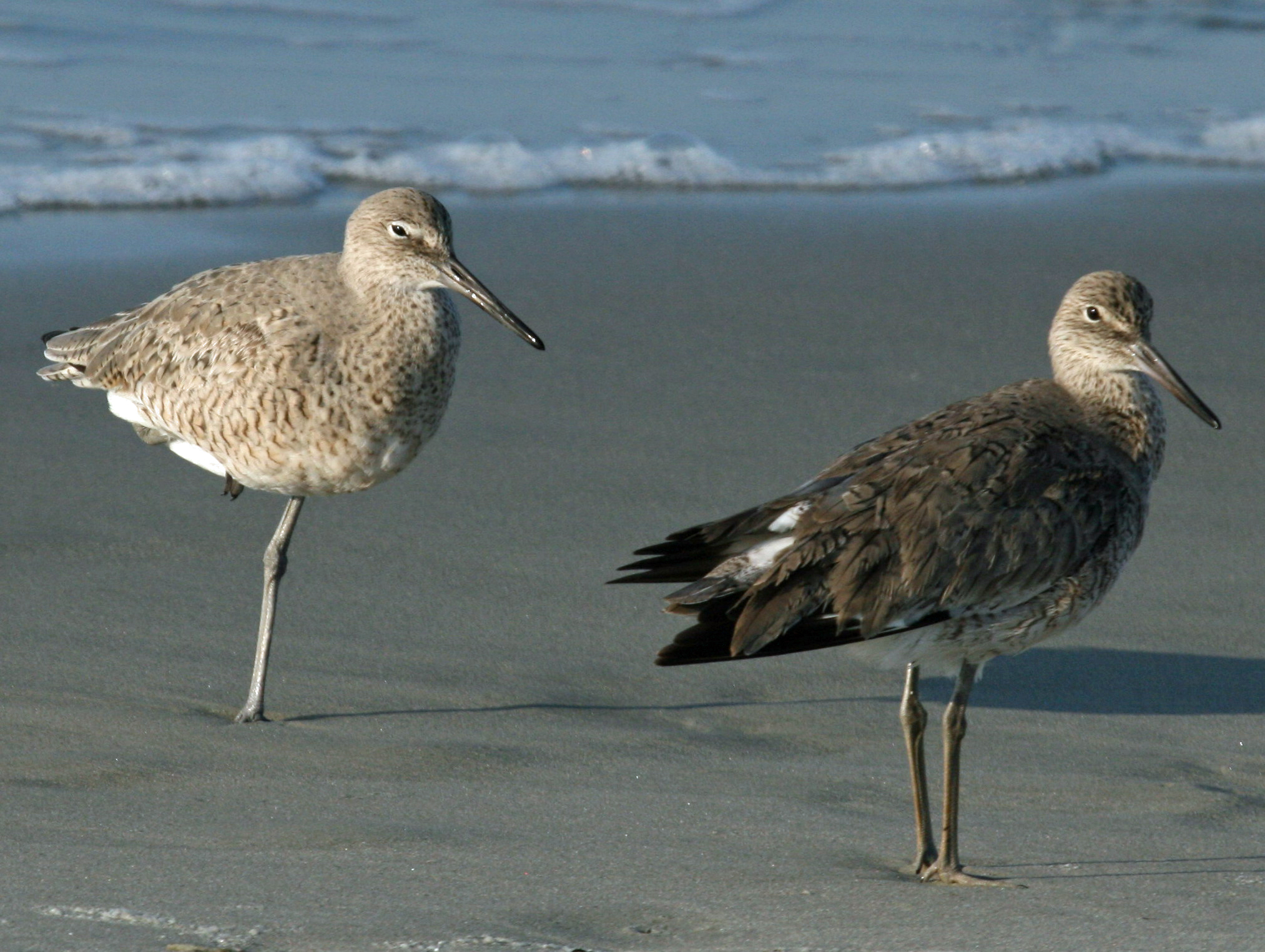
Westliche Schlammtreter (T. s. inornata) im Brutkleid

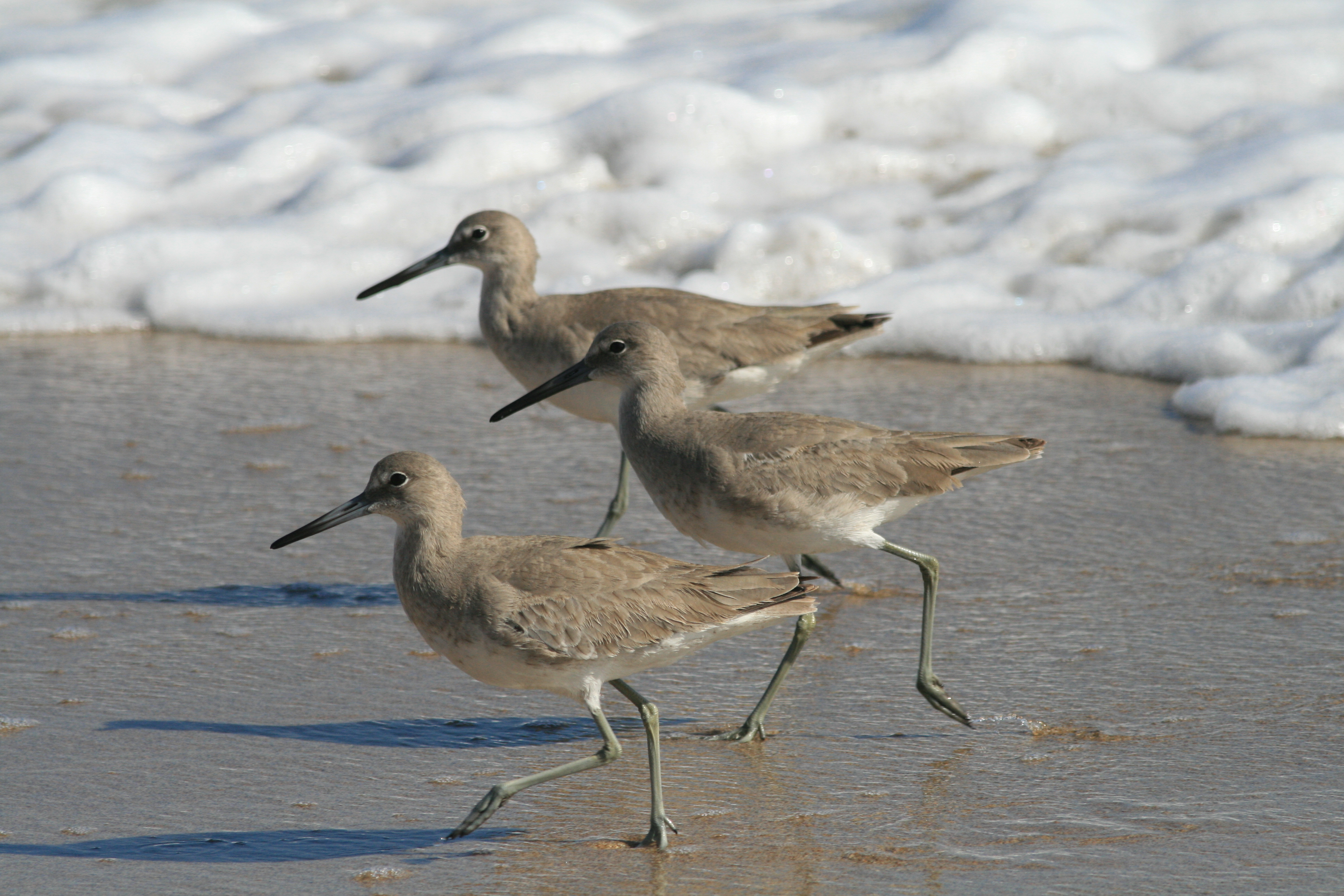
Drei Schlammtreter in der Gezeitenzone

Der Schlammtreter (Tringa semipalmata) ist eine Vogelart aus der Familie der Schnepfenvögel, deren zwei Unterarten sich deutlich in ihren ökologischen Ansprüchen unterscheiden. Die westliche Unterart T. p. inornata brütet in Binnensümpfen im Bereich der Prairie Pothole Region und des Großen Beckens im Inneren Nordwestamerikas; die Nominatform besiedelt die Ostküste Nordamerikas von Neufundland bis Tamaulipas sowie die Westindischen Inseln und brütet in Salzwiesen und Brackwassersümpfen.
Der Schlammtreter ist im Brutkleid unauffällig graubraun gemustert, im Schlichtkleid recht einfarbig beigebraun gefärbt, fällt aber im Flug durch ein kontrastreiches, schwarzweißes Flügelmuster auf. Der Reviergesang (Hörbeispiel), der sich etwa mit pill-will-willet beschreiben lässt, brachte ihm seinen englischen Namen Willet ein. Lange wurde die Art in die monotypische Gattung Catoptrophorus gestellt. Untersuchungen der mitochondrialen DNA ergaben jedoch, dass der Schlammtreter in die Gattung Tringa einzugliedern ist.

## Beschreibung
Der Schlammtreter ist mit einer Körperlänge von 33 bis 41 cm so groß wie eine Pfuhlschnepfe und der größte Vertreter seiner Gattung. Das Gewicht liegt zwischen 200 und 330 g. Die Geschlechter unterscheiden sich bezüglich des Gefieders nicht, das Weibchen ist aber etwas größer. Auffälligstes Merkmal der Art ist in allen Kleidern das kontrastreiche Flügelmuster – ein weißes Band, das bogenförmig über den Armflügel und mittig über den sonst schwarzen Handflügel verläuft. Es ist entsprechend auch auf dem Unterflügel vorhanden. Hier sind zudem die Unterflügeldecken nahezu komplett schwarz. Die Iris ist dunkelbraun. Die Schnabelfärbung ist von Alter, Jahreszeit und Unterartenzugehörigkeit abhängig und variiert zwischen schwarz, schwarz mit fleischfarbener Basis bis blaugrau mit schwarzer Spitze. Beine und Füße sind gräulich. Zwischen den vorderen Zehen sind Schwimmhäute ausgebildet, wobei die zwischen der äußeren und der Mittelzehe größer ist als jene zur inneren Zehe hin.

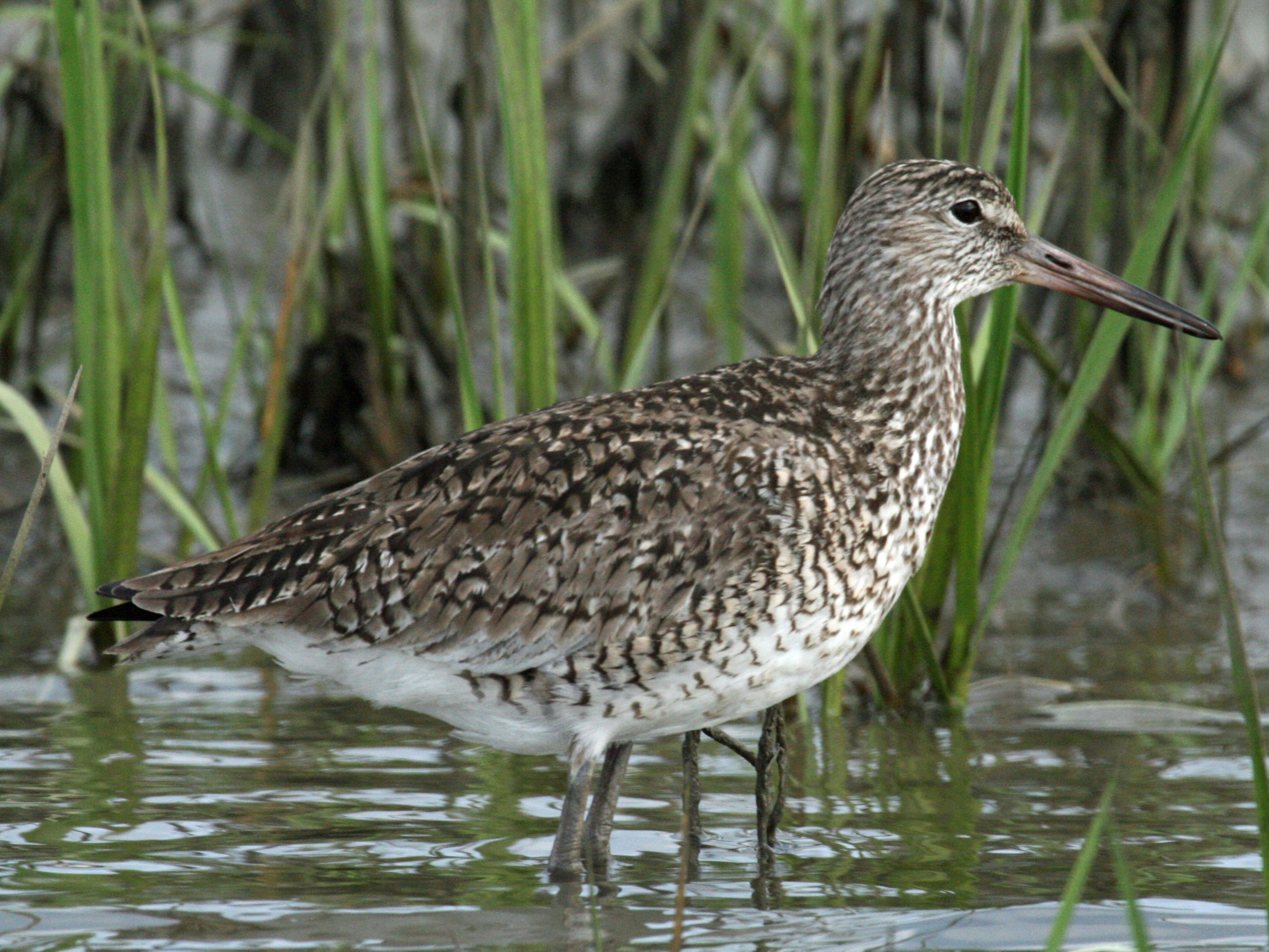
Östlicher Schlammtreter (T. s. semipalmata) im Brutkleid
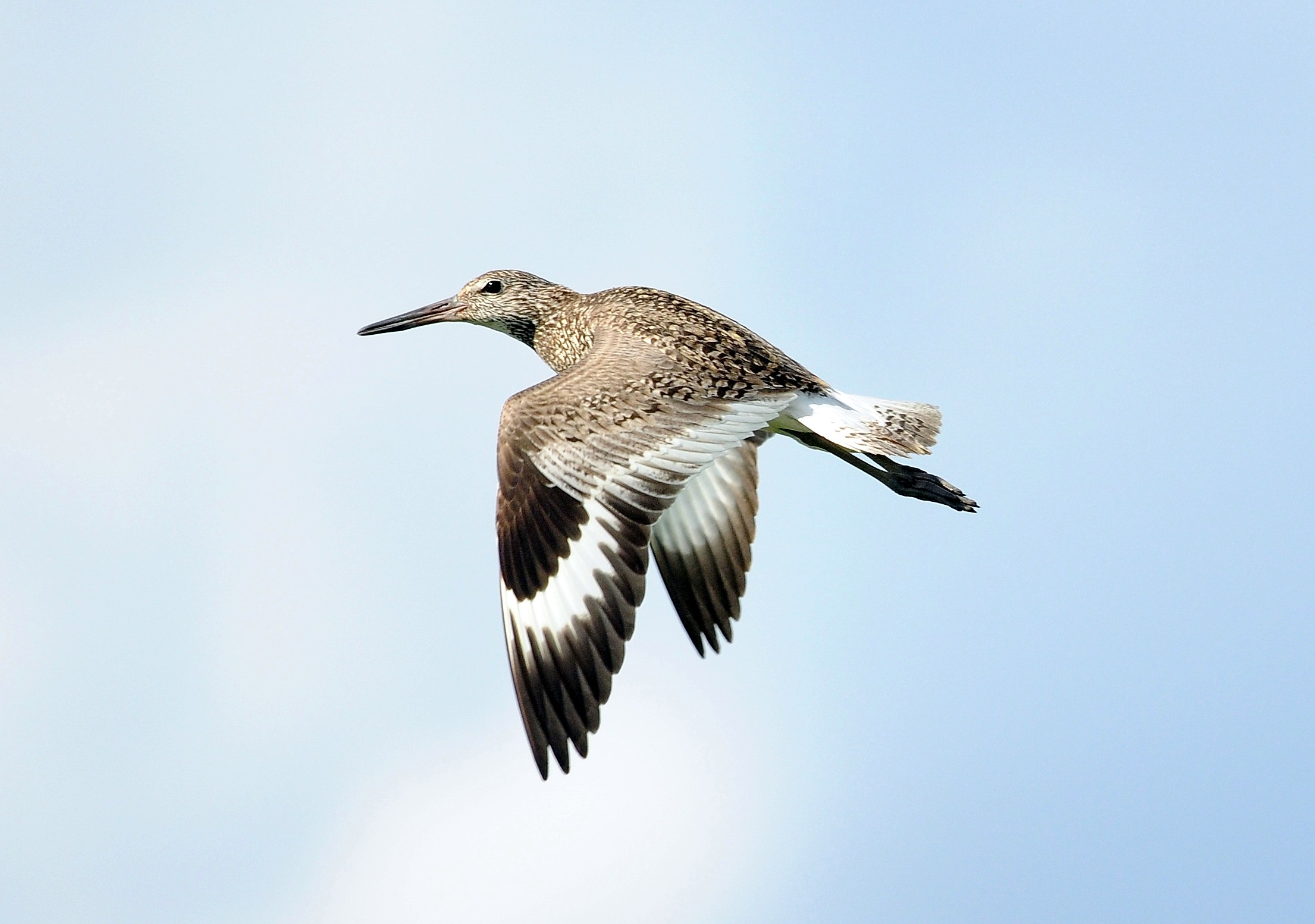
Östlicher Schlammtreter im Brutkleid, fliegend
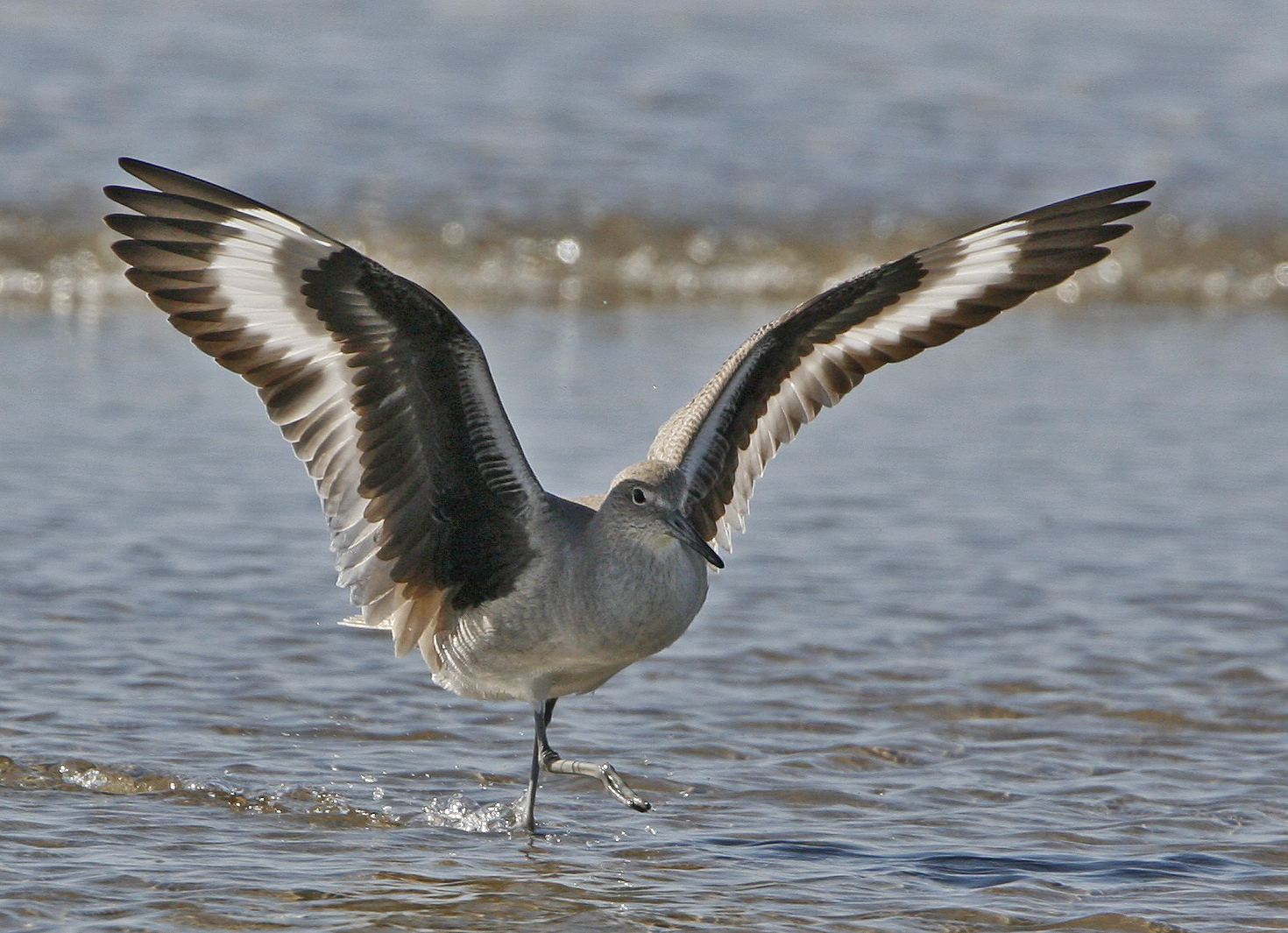
Schlammtreter mit gut sichtbarem Flügelmuster
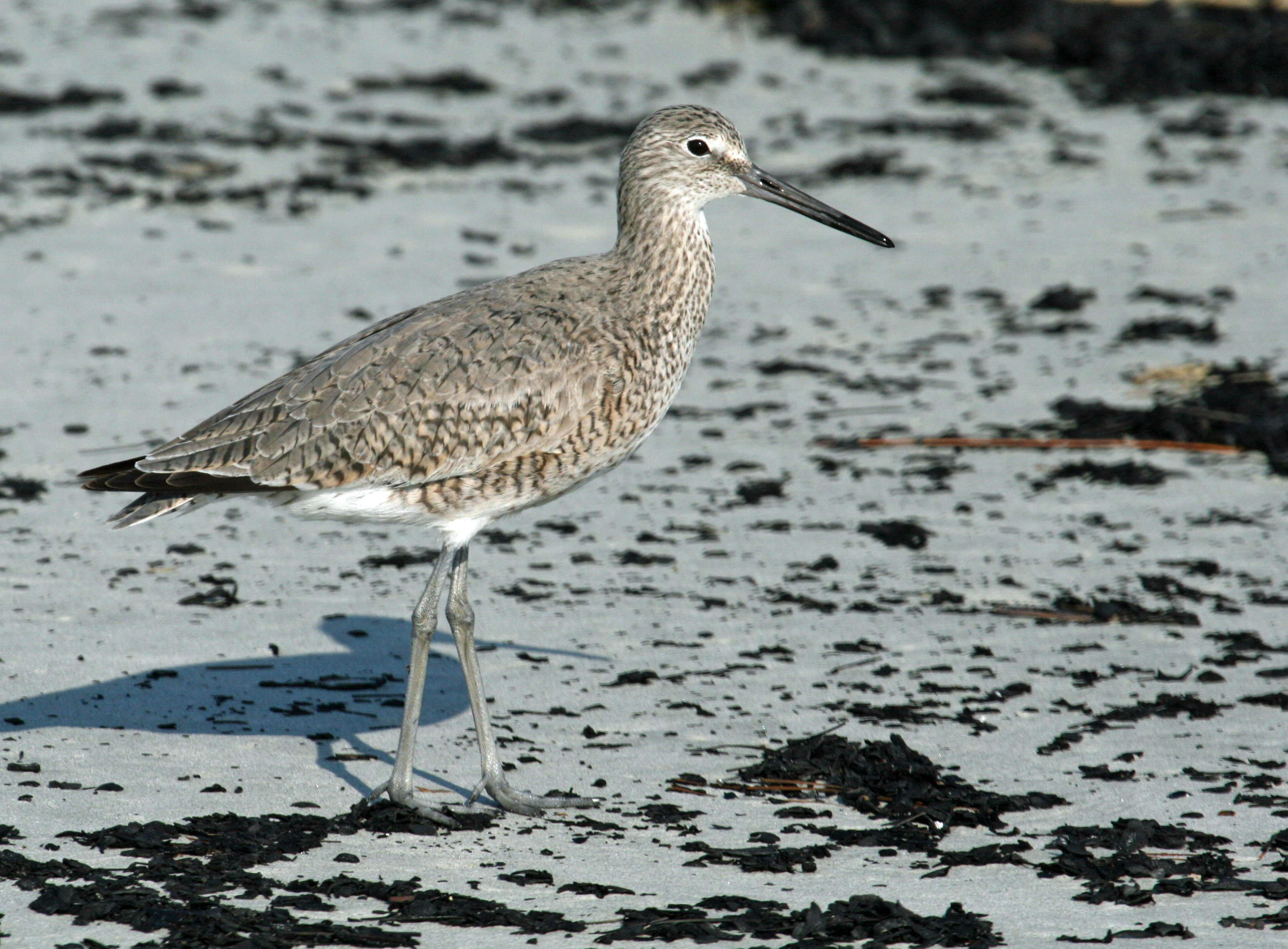
Westlicher Schlammtreter (T. s. inornata) im Brutkleid

### Adultkleider
Adulte Vögel der Nominatform sind im Brutkleid an Kopf, Hals, Nacken und vorderer Brust fein weißlich-dunkelbraun gestrichelt. Vor dem Auge ist ein heller Überaugenstreif ausgeprägt, der sich über und hinter dem Auge allenfalls undeutlich fortsetzt. Kinn und Kehle sind etwas aufgehellt. Schulter- und Rückengefieder sind dunkelbraun mit graubraunen Spitzen und angedeuteter, randständiger Bänderung. Die längsten Schulterfedern sind graubraun mit am Rand angedeuteter dunkler Bänderung. Während die Bauchmitte unterhalb der Brust und die Unterschwanzdecken weiß sind, sind die Federn an Flanken und unterer Brust gelblich beige getönt und tragen eine mehrfach v-förmige Bänderung, die auf der Brustmitte in die feinere Strichelung übergeht. Die Armdecken sind überwiegend graubraun oder fein graubraun gebändert. Auf den mittleren Armdecken findet sich eine dunkle Bänderung, die zu den Schirmfedern hin gröber und breiter wird. Die großen Armdecken bekommen zum Handflügel hin einen immer breiter werdenden, weißen Rand und locker bekritzelte Federzentren. Die inneren Armschwingen sind komplett weiß, die äußeren sind auf dem distalen Teil schwärzlich braun, so dass die weißen Basen ein Band bilden, das sich auf dem basalen Teil der sonst schwarzen Handschwingen fortsetzt. Die Handdecken sind dunkelbraun bis schwarz. Die Bürzelfedern tragen auf bleigrauem Grund ein dunkles, subterminales Band. Die Oberschwanzdecken sind weiß. Die Steuerfedern sind auf dem distalen Teil graubraun mit schwärzlicher, kritzelig angedeuteter Bänderung, auf dem basalen Teil weiß.
Das Schlichtkleid ist oberseits wesentlich einförmiger, jedoch mit feinen dunklen Schäften durchsetzt. Kopf, Hals, Rücken und Schulterfedern sind beigegrau, die unteren Kopfseiten und der vordere Hals dabei aber deutlich aufgehellt. Die Partie über dem Zügel, der Augenring, Kinn und Kehle sind weißlich hell. Auf den Flanken und Brustseiten geht das Beigebraun der Oberseite in die weißliche Unterseite über. Die Unterschwanzdecken sind auf weißem Grund kritzelig grau gebändert. Die Armdecken und Schirmfedern sind beigebraun wie die übrige Oberseite. Ansonsten entspricht das Flügelmuster dem Brutkleid. Das Bürzelgefieder ist bleigrau. Die Oberschwanzdecken sind im basalen Teil weißlich und gehen dann kritzelig in das helle Grau der mittleren Steuerfedern über. Zu den Schwanzaußenseiten werden die Steuerfedern heller bis hin zu weißlich.

### Jugendkleider
Das Jugendkleid ähnelt dem Schlichtkleid, ist aber in den grauen Partien insgesamt bräunlicher, wobei die dunklen Schaftstriche teils fehlen. Der Bürzel ist wie die Oberseite gefärbt und die Oberschwanzdecken sind zum Teil bräunlich. Rücken- und Schulterfedern sowie die Oberflügeldecken sind durch dunkle Subterminalbänder und beige Endsäume gekennzeichnet oder leicht gebändert. Im ersten Schlichtkleid bleiben die Flügelfedern des Jugendkleids noch erhalten und wirken dann recht abgetragen.

## Verbreitung
Das Verbreitungsgebiet des Schlammtreters ist zweigeteilt in ein westliches Vorkommen im Inneren Nordwestamerikas und eines an der Atlantikküste und auf den Westindischen Inseln.
Das westliche Teilareal erstreckt sich über den Südosten Albertas, den Süden Saskatchewans und den Südwesten Manitobas. In den USA umfasst es große Teile Montanas mit Ausnahme des Südostens und der Rocky Mountains im Westen. In North und South Dakota sowie im äußersten Norden Nebraskas kommt die Art nördlich und östlich sowie lokal auch westlich des Missouri River vor. In Oregon besiedelt sie den Südosten, in Idaho Teile des Südens und in Wyoming den Westen und die östliche Mitte. In Kalifornien brütet sie im äußersten Nordosten, in Nevada lokal im Norden, in Utah in der Region des Großen Salzsees und in Colorado in zwei kleineren Vorkommen im Norden.
Die östliche Unterart besiedelt große Teile der Atlantikküste und der Küste des Golfs von Mexiko. In Neufundland ist der Schlammtreter nur seltener Brutvogel. Auf den Magdalenen-Inseln brütet er möglicherweise. Er kommt aber an den Küsten von New Brunswick, auf den Prinz-Edward-Inseln und Nova Scotia vor. Weiterhin reichen die Brutvorkommen an der Ostküste Nordamerikas vom Süden Maines bis ins nördliche Tamaulipas in Mexiko. Die Art ist zudem auf den Bahamas, den Großen Antillen, den Kaiman- und den Jungferninseln, Antigua, St. Martin und Barbuda Brutvogel. Möglicherweise kommt sie auch auf Anguilla vor. Das südlichste Brutgebiet findet sich auf Los Roques. Daneben gibt es zahlreiche Übersommerer noch im Norden Südamerikas. Ein Brutvorkommen auf Yucatán wurde bislang nicht bestätigt.

## Wanderungen
Der Schlammtreter ist auf den Westindischen Inseln Standvogel, bei den übrigen Populationen handelt es sich um Lang-, Mittel- oder Kurzstreckenzieher, wobei die nördlichen Populationen Kanadas am weitesten ziehen. Die Brutvögel der maritimen Provinzen Ostkanadas überqueren dabei große Teile des Atlantiks, um im nördlichen Südamerika zu überwintern. Die westliche Unterart zieht zum Teil an der Pazifikküste entlang, zum Teil aber auch entlang des Mississippi River zur Ostküste.
Die Brutgebiete werden bereits ab Ende Juli geräumt, vereinzelt halten sich letzte Vögel noch bis September auf. Zwischen August und November trifft die Art in den Überwinterungsgebieten ein. Der Frühjahrszug erfolgt ab März und ist spätestens Ende Juni abgeschlossen. Die Hauptankunftsdaten in den Brutgebieten liegen je nach geografischer Lage zwischen Mitte April und Mitte Mai.
Die Hauptüberwinterungsgebiete reichen an der Pazifikküste – abgesehen von gelegentlichen Überwinterungen weiter nördlich –  von der Humboldt Bay in Kalifornien südwärts. Teilweise kommt die Art dort auch an Binnengewässern wie dem Saltonsee oder im San Joaquin Valley vor. An der Ostküste finden sich größere Zahlen von Überwinterern vom mittleren Virginia südwärts. Das Winterareal erstreckt sich dann weiter über die Küsten Mittel- und Südamerikas – an der Westküste bis ins mittlere Chile und an der Ostküste bis Süd-Brasilien und Uruguay. Dazu zählen auch die Galapagosinseln, Trinidad und Tobago und die Inseln vor der Küste Venezuelas.
Als Irrgast wurde der Schlammtreter auf Hawaii und sehr selten in Europa festgestellt.

## Lebensraum
Die beiden Unterarten kommen zwar in ähnlichen Lebensraumtypen vor, unterscheiden sich aber in ihren Ansprüchen insofern deutlich, als die Nominatform fast nur in küstennahen, von Salzwasser geprägten Habitaten brütet.
Die westliche Schlammtreterpopulation brütet in den Prärien der Great Plains im feuchten Grasland oder in Sümpfen mit kurzrasigem, lockerem bis schütterem Bewuchs. Auch semiaride Flächen in Gewässernähe oder mit angrenzenden Sumpfflächen werden angenommen. Seltener kommt die Art im Kulturland vor. Nur zeitweise bestehendes Feuchtgrünland wird dauerhaft sumpfigem Gelände vorgezogen. In höheren Lagen ist der Schlammtreter bisweilen auch in Salzsümpfen, Salztonebenen oder an bewaldeten Bergseen zu finden. Halboffenes oder bebautes Gelände wird aber offenbar eher gemieden.
Die östliche Unterart, deren Verbreitung auf die Atlantikküste beschränkt ist, besiedelt zur Brutzeit vorwiegend Salzwiesen, aber auch vorgelagerte Inseln und Strände mit Schlickgrasvegetation. Lokal ist sie auch in küstennahem Weide- oder Ackerland zu finden. Von Süßwasser dominierte Habitate werden aber offenbar meist gemieden.
Auf dem Frühjahrszug ist die westliche Unterart meist in kleineren Binnensümpfen anzutreffen, im Herbst auch an den Ufern größerer Seen. In den Winterquartieren werden nahezu alle Küstenhabitate von sandigen Stränden über Felsküste bis hin zu Mangrove aufgesucht.

## Ernährung
Der Schlammtreter ernährt sich von Insekten, kleinen Krustentieren, Weichtieren und Vielborstern. Gelegentlich fängt er auch kleine Fische. Unter den Insekten dominieren aquatisch lebende Käfer, bei den Krustentieren kleine Krabben, die bei der östlichen Unterart einen Großteil der Nahrung ausmachen können. Die Nahrungssuche erfolgt mit dem Schnabel stochernd, sondierend oder pflügend im seichten Wasser. Westliche Schlammtreter sind dabei meist an Seeufern, in flachen Sümpfen oder Überschwemmungsflächen anzutreffen, Vögel der östlichen Unterart in Muschelbänken, Gezeitentümpeln oder Schlickgraswiesen.

## Fortpflanzung

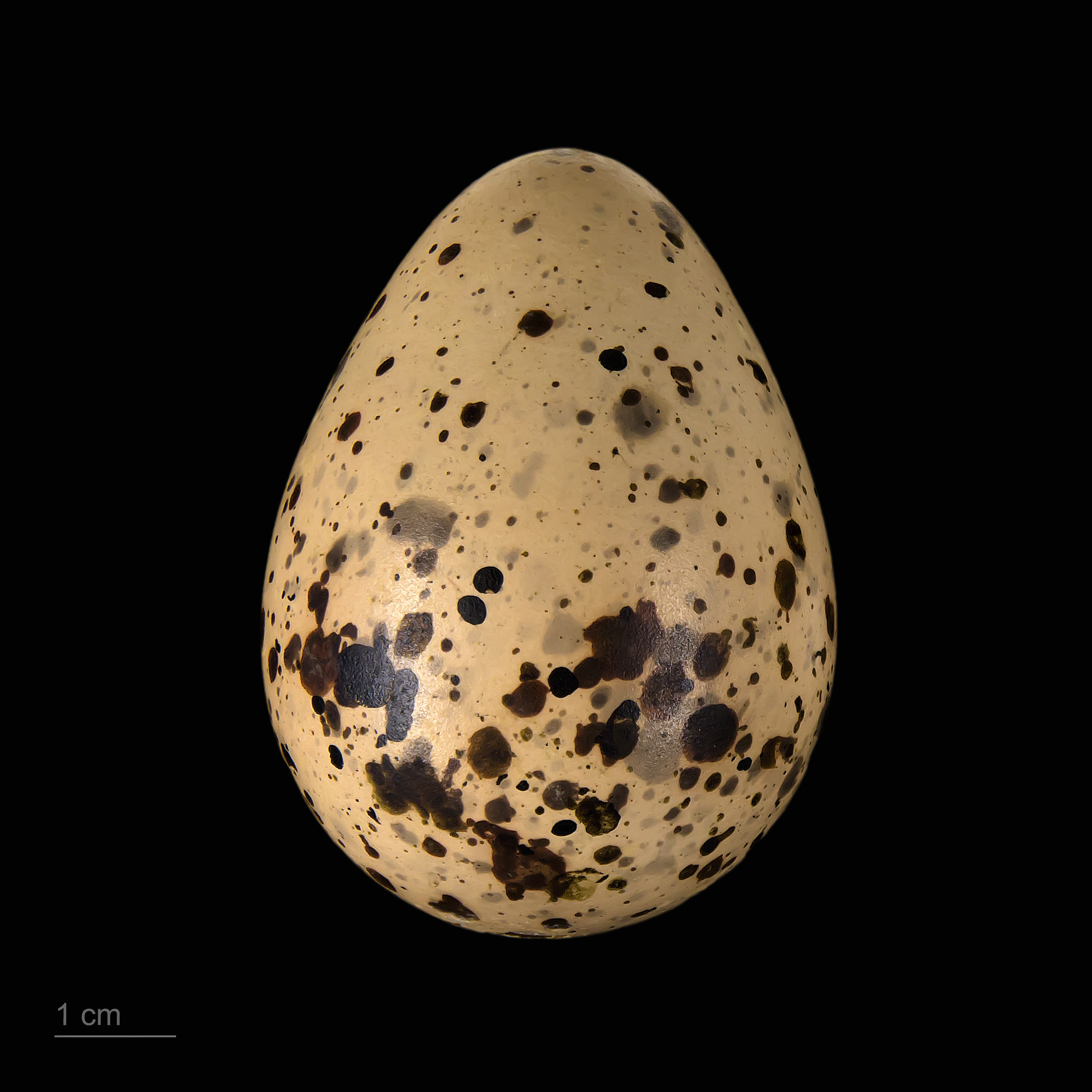
Tringa semipalmata

Schlammtreter führen eine monogame Saisonehe. Aufgrund der hohen Brutplatz- und Partnertreue sind langjährige Dauerehen aber vielerorts die Regel. Es kann jedoch auch vorkommen, dass sich Partner bei Ankunft im Brutrevier wieder begegnen, später aber mit anderen Partnern brüten.

### Paarbildung und Balz
Ein Teil der Schlammtreter trifft bereits verpaart in den Brutgebieten ein und besetzt Reviere, andere Paare bilden sich bei der Gruppenbalz, der sich aber auch bisweilen bereits verpaarte Vögel anschließen. Meist ist die Gruppenbalz drei Wochen nach Ankunft der Brutvögel beendet, kann aber auch während der gesamten Brutzeit wieder auftreten – vor allem wenn die Zahl der Gelegeverluste hoch ist.
Balzflüge werden vermutlich nur von unverpaarten Vögeln ausgeführt. Das Männchen leitet die Balz ein und fliegt mit hochgehalten Flügeln und flatternden Armschwingen ab. Das Weibchen fliegt ebenfalls auf und hält sich in der Luft unter dem Männchen, in dessen Rufe es im Duett einstimmt. Dann folgt es dem Männchen im langsamen Sinkflug auf den Boden.
Vor der Kopulation nähert sich das Männchen dem Weibchen unter klick-klick-Rufen von hinten, senkt den Schwanz und steigert die Ruffrequenz. Dabei hebt es die Flügel flatternd über den Rücken, wobei die Flügelschläge schneller werden. Diese Form der Balz dauert etwa 20–30 Sekunden. Das paarungsbereite Weibchen senkt den Kopf, kauert sich nieder, hebt den Schwanz und ruft klick. Das Männchen springt flatternd auf und packt das Weibchen während der Kopula mit dem Schnabel am Nacken.

### Nestbau und Gelege
Gelege findet man hauptsächlich zwischen Ende April und Ende Juni, die meisten in der zweiten Maihälfte. In den maritimen Provinzen Kanadas liegt die Hauptlegezeit etwas später zwischen Mitte Mai und Mitte Juli. In South Carolina kommt es nach Springfluten, die niedrig gelegene Nester wegspülen, oft zu einer zweiten Legephase, in der die betroffenen Paare Ersatzbruten tätigen.
Bei der Wahl des Nistplatzes geleitet das Männchen das Weibchen unter Rufen zu einer Stelle, formt mit Schnabel oder Füßen und einer Drehung der Brust eine Nestmulde in einem Bulten und steht dann wieder auf. Das Weibchen wiederholt darauf die Drehbewegung mit der Brust und setzt sich ebenfalls hinein. Bevor eine Entscheidung fällt, kann sich dieser Vorgang drei- oder viermal wiederholen.
Das Nest steht meist in etwas höherem Gras verborgen. Es wird entweder in einem Grasbüschel oder Bulten geformt oder besteht aus herbeigetragenen Halmen Die Nistmulde ist etwa 16 cm breit und 5 cm tief. Sie wird mit feinerem Pflanzenmaterial ausgekleidet.
Das Gelege besteht aus vier, leicht glänzenden, etwa 54 × 38 mm großen, kreiselförmigen bis ovalen Eiern, die auf beigem bis olive-beigem Grund unregelmäßig braun gefleckt sind. Sie werden innerhalb von 6 Tagen in Abständen von ein bis vier Tagen gelegt. Nachgelege haben oft weniger Eier.

### Brut und Jungenaufzucht
Die Brutdauer beträgt etwa 25 Tage. Beide Eltern brüten, wobei das Weibchen meist tagsüber und nur das Männchen nachts auf dem Gelege sitzt. Die Jungen sind Nestflüchter, die von beiden Eltern geführt und über Nacht gehudert werden. Das Weibchen verlässt die Familie etwa nach zwei Wochen, das Männchen bleibt noch bis zu zwei Wochen länger bei den Jungen. Manchmal trennt es sich beim Flüggewerden von ihnen, kann aber auch noch bis zu einer Woche bei ihnen bleiben.